# Fernando Ciangherotti
Fernando Ciangherotti (Ciudad de México, 6 de septiembre de 1959) es un actor mexicano de televisiòn, cine y teatro. Es el hijo mayor del gran actor Fernando Luján y reconocido por su participación en melodramas de Televisa, TV Azteca y Telemundo. 

## Carrera
Debutó como actor en 1982 en un papel sin acreditar en la telenovela Bianca Vidal, pero su primer trabajo importante y con el cual verdaderamente inició su carrera artística fue en la telenovela La traición en 1984. En 1987 participó en la exitosa novela Quinceañera.
Entre 1997 y 2013, trabajó para TV Azteca; Al norte del corazón fue su primer proyecto en esta empresa.
Aunque su mayoría de papeles han sido como villano y como personaje antagónico, Fernando ha sido también galán en El padre Gallo, Entre la vida y la muerte, Volver a empezar y Señora.
Después de 21 años de ausencia, Fernando regresó a Televisa en 2016 participando en la telenovela Sin rastro de ti. Entre sus personajes más recordados se encuentran: Alberto Saucedo (Mi segunda madre), Federico Rochild (La pícara soñadora), Santiago del Olmo (María Mercedes), Eduardo "Lalo" Villafañe (Volver a empezar), Luis Alejandro Montero (La hija del jardinero) y Aldo Sirenio (Pasión morena).

## Filmografía

### Cine
- Sin ella (2010)
- El último evangelio (2008)
- Gente común (2006)
- Tú te lo pierdes (2005)
- Altos instintos (1995)

- Un paso al cielo (1993)
- El Despiadado (1990)
- Central camionera (1988)
- Más buenas que el pan (1987)
- Barrio Salvaje (1985)

### Televisión
- Regalo de amor (2025) .... Clemente Cruz Lara
- Vuelve a mí (2023) .... Roberto Zepeda[1]
- Mi secreto (2022-2023) .... Alfonso Ugarte [2]
- Fuego ardiente (2021) .... Dante Ferrer[3]
- Preso No. 1  (2019) .... Guido Espinosa Palao
- Atrapada (2018) .... Carlos Alberto Herrera
- El bienamado (2017) .... Genovevo Morones
- Sin rastro de ti (2016) .... Dr. Samuel Miller
- Sr. Ávila (2014) .... Dr. Nicolás Duarte
- Prohibido amar (2013-2014) .... Ignacio Aguilera
- Amor cautivo (2012) .... Jorge Bustamante
- Huérfanas (2011) .... Ismael Montemayor
- Prófugas del destino (2010-2011) .... Mario Fernández
- Pasión morena (2009-2010) .... Aldo Sirenio
- Mientras haya vida (2007-2008) .... Gonzalo Cervantes
- Amores cruzados (2006) .... Federico Conde
- Top Models (2005) .... Gabriel Cossy
- La hija del jardinero (2003-2004) .... Luis Alejandro Montero
- Súbete a mi moto (2002-2003) .... Ernesto Toledo
- El candidato (1999-2000) .... Abel Santana
- Señora (1998) .... Sergio Blanca
- La chacala (1997-1998) .... Ismael
- Al norte del corazón (1997) .... Rafael Treviño
- Volver a empezar (1994-1995) .... Eduardo "Lalo" Villafañe Robledo
- Prisionera de amor (1994) .... Augusto Bianchi
- Entre la vida y la muerte (1993) .... Arqueólogo Andrés del Valle
- María Mercedes (1992-1993) .... Santiago del Olmo
- La pícara soñadora (1991) .... Federico Rochild
- Destino (1990) .... Sebastián Labastida
- Mi segunda madre (1989) .... Alberto Saucedo
- Quinceañera (1987-1988) .... Sergio Iturralde
- El padre Gallo (1986-1987) .... Patricio
- Marionetas (1986) ... Gustavo Almada
- El ángel caído (1985-1986) .... Ramón Florescano
- Los años pasan (1985) ... Armando
- La traición (1984-1985) .... Mauricio
- Amalia Batista (1983-1984) .... Novio de Leticia
- Bianca Vidal (1982-1983) .... Dr. García

### Teatro
- Escuela de cocote
- Las aventuras de Santa Claus
- Chiquita pero picosa (2008)[4]
- 12 hombres en pugna (2008)[5] (2013)[6]
- Los Lobos (2010)[7]
- La Casa Limpia (2011)[8]
- Hidalgo, memoria y sangre (2015)[9]

## Premios y nominaciones

### Premios TVyNovelas
| Año  | Categoría              | Telenovela       | Resultado |
| ---- | ---------------------- | ---------------- | --------- |
| 1993 | Mejor actor de reparto | María Mercedes   | Ganador   |
| 1990 | Mejor villano          | Mi segunda madre | Ganador   |

### Premios Eres
| Año  | Categoría             | Telenovela | Resultado |
| ---- | --------------------- | ---------- | --------- |
| 1991 | Mejor actor coestelar | Destino    | Nominado  |